# Term frequency
TF (ang. term frequency) – częstość słów (ważenie częstością słów) — podstawowe pojęcie w analizie tekstu, które określa ilościowo, ile razy określony termin pojawia się w dokumencie; funkcja oceny relatywności dokumentu na podstawie wagi ilościowej (częstości wystąpień) słów w obrębie dokumentu; jest wykorzystywana przez wyszukiwarki internetowe. Ważenie termów jest procesem obliczania wag, czyli stopnia przynależności termu do dokumentu z uwzględnieniem częstotliwości występowania termu w tekście.
Powszechnie uznaje się, że TF przywiązuje zbyt dużą wagę do powtarzających się wystąpień terminu, dlatego opracowano różne techniki rozwinięcia metody TF w różnych dziedzinach takie jak: TF-IDFC-RF,  TF-G (wykorzystujące technikę Gaussa do klasyfikacji tekstu), TF-IDF i TF-ICF. 